# Напахане
Напахане (пол. Napachanie) — село в Польщі, у гміні Рокетниця Познанського повіту Великопольського воєводства.
Населення — 580 осіб (2011).

## Демографія
Демографічна структура станом на 31 березня 2011 року:
|          | Загалом | Допрацездатний вік | Працездатний вік | Постпрацездатний вік |
| -------- | ------- | ------------------ | ---------------- | -------------------- |
| Чоловіки | 278     | 54                 | 204              | 20                   |
| Жінки    | 302     | 75                 | 175              | 52                   |
| Разом    | 580     | 129                | 379              | 72                   |